# Паргель, Анка
Анка Паргель (рум. Anca Parghel; 16 сентября 1957 — 5 декабря 2008) — румынская джазовая певица.

## Биография
Музыкальное образование Анка получила в румынском городе Яссы, где обучалась в Высшей музыкальной школе и консерватории. После этого до 1989 года она работала преподавателем на фортепиано в румынском городе Сучава, затем в Бухарестской консерватории, а также в других странах Европы: Германии, Великобритании, Бельгии и Молдавии.
Её сольная карьера началась с выступлений на различных джазовых фестивалях Европы в 1984 году, и за свою последующую карьеру она записала 16 музыкальных альбомов. На одном из выступлений Анка познакомилась с румынским диджеем Томом Боксером, вместе с которым она записала в 2008 году свой последний альбом, песня «Brasil» из которого сделала её очень популярной в Европе.
5 декабря 2008 года Анка Паргель умерла от рака молочной железы в румынском городе Тимишоара в возрасте 51 года.

## Дискография
- Tinerii danseaza (Electrecord, 1986)
- Soul, My Secret Place (Blue Flame, 1987)
- Magic Bird (cu Mircea Tiberian) (Electrecord, 1988)
- Indian Princess (Blue Flame, 1989)
- Octet Ost (Amadeo, 1990)
- Ron und Tania (Polydor, 1991)
- Is That So? (Koala, 1992)
- Airballoon (Nabel, 1992)
- Beautiful Colours (Nabel, 1993)
- Carpathian Colours (Nabel, 1994)
- Jazz, My Secret Soul (Intercont Music, 1994)
- Indian Princess (Jazz Specials Edition) (Miramar, 1995)
- Noapte alba de craciun / White Christmas Night (Prima Club, 1994)
- Midnight Prayer (Intercont Music, 1996)
- Primal Sound (Acoustic Music, 1999)
- Zamorena (feat. Tom Boxer; Roton, 2008)